# よゐこ
よゐこ（よいこ）は、松竹芸能所属のお笑いコンビ。1990年（平成2年）結成。

## メンバー
ともに大阪府大阪市此花区出身、大阪市立汎愛高等学校卒業。
- 濱口 優（はまぐち まさる、1972年（昭和47年）1月29日（53歳） -）
  - とまどい（名義上はツッコミだが天然ボケのため、ボケでもツッコミでもない）担当。
- 有野 晋哉（ありの しんや、1972年（昭和47年）2月25日（53歳） -）
  - ボケ（しばしばツッコミ）担当。

## 来歴・人物
学生時代
同じ中学校に在籍していた濱口と有野は、中学3年のころ、同じ通塾先だったことで意気投合。成績は有野が上回っていたが、濱口と同じ高校へ通いたいと思った有野は受験高校のランクを下げた。濱口は、定員割れによる入学を狙っていたため、自分と同じ高校を受験する有野に対し怒りをぶつけている。結局、そろって同じ高校へ進学。高校では一度もクラスメイトにならなかったが、授業中に書いた手紙を休み時間に渡し合ったり、共にトイレへ行くなどしていたという。
コンビ結成
お調子者の濱口はクラスの人気者だったが、芸人を特別な存在だと捉え、進路としては念頭になかった。その後、高校を中退したかつての同級生がNSC（吉本興業の養成所）へ入学したことを知る。濱口は「身近な人間が芸人になれるのなら、自分もなれるのでは」と思い立ち、就職の決まっていた有野の勧誘を考える。ちなみに上述の同級生は白川悟実（現・テンダラー）。
1990年（平成2年）、濱口は東急ホテルのコックとして就職が決まっていた有野に対し「芸能界に入れば酒井法子と結婚できる」と勧誘しコンビを結成。「吉本興業はライバルの若手芸人が多い、松竹なら簡単に売れる」という理由で、松竹芸能の養成所を選んだ。同世代で吉本興業を選んだナインティナインは、この理由について「あいつらは賢い」と評している。
初舞台当時のコンビ名は『有野&濱口』。直後にコンビ名を『なめくぢ』へと改めた。しかし、事務所や北野誠から「それでは売れない」と改名を促され、偶然その場にあった幼児向け雑誌『よいこ』を見た竹井輝彦による「これでええやん」というアドバイスを採用。改名に乗り気ではなかった二人は、ささやかな反抗として「ゐ」の字を用いて現在のものとなった。なお、形容詞の語尾の「い」を「ゐ」と表記するのは現代仮名遣いおよび歴史的仮名遣い、いずれも誤りである。「よゐこ」を「よぬこ」や「よるこ」と誤って表記されるケースが多々あり、かつては『よるこ』という冠番組を持っていた。
東京進出
結成後ほどなくして『怒涛のくるくるシアター』（読売テレビ）『すとらびん式』（関西テレビ）などに出演。しかし、旧来の演芸番組では受け入れられず、早い段階で東京進出を果たす。『とぶくすり』（フジテレビ）などで名前が浸透し始め、1990年代中盤から『ウッチャンナンチャンのウリナリ!!』（日本テレビ）『めちゃ2イケてるッ!』『笑っていいとも!』（ともにフジテレビ）などで露出が高まった。また、渡辺満里奈のラジオ番組へのゲスト出演を機に「満里奈がファンらしいから使ってみるか」という話から、全国ネット進出の足がかりを掴んだ。実はこの出演は、ある日大阪に来ていたスチャダラパーがよゐこの存在を知り、生で見たいがために友人である渡辺へ働きかけたことが明かされている。
1992年（平成4年）1月、第13回ABCお笑い新人グランプリ審査員特別賞を受賞。授賞式での緊張した様子を「斜に構えて生意気」と観客に勘違いされ大ブーイングを浴びた。また、同日の『ナイトinナイト』（朝日放送テレビ）へ受賞者全員がゲスト出演した際、先輩も多くいた中、番組終わりの締めコメントで濱口が「劇場に出ているような芸人にはなりたくない」と発言して場を凍りつかせた。
上記エピソードをはじめ、若手時代は礼儀や態度について先輩から頻繁に指摘されており（特に濱口）、笑福亭鶴瓶やミスハワイなどは厳しく叱責したという。また挨拶や礼儀作法の拙さをキャラクターとして売りにしていた時期もある。ウッチャンナンチャンの正月特番において、若手芸人が東京の寄席に挑戦する企画では、先輩であるおぼん・こぼんに対して横柄な態度を繰り返したり、教示された寄席のルールを即座に破るなど、これらをネタとして演じていた。
2000年以降の活躍
ピンでのテレビ出演が増加。濱口は、2001年（平成13年）から『いきなり!黄金伝説。』（テレビ朝日）での「1ヶ月1万円節約生活」などに出演しはじめ、濱口の収入の多さを有野がネタにしていた。しかし、2003年（平成15年）にスタートした『ゲームセンターCX』のDVDがヒットし、有野の収入の多さを今度は濱口がネタにしている。
同世代芸人がほぼネタを演じなくなる中、単独ライブ『よゐこライブ』を年1回夏冬にそれぞれ開催していた。夏のライブは『よゐこのこども祭り』と題し、大人と子ども（4歳から12歳までが対象）での参加が必須条件となる。大人および子ども同士でのチケット購入はできない。また、4歳以下は入場不可。小学館の学年誌『小学一年生』から『小学六年生』にて先行予約を行っている。配役のほとんどは濱口が主役、松竹の後輩が脇役、有野が悪役。単独ライブは2019年を最後に実施されていない。
2015年（平成27年）7月7日からYouTubeにて不定期配信されていた、最新ゲームをプレイする「ゲームセンターDX」（有野出演の「ゲームセンターCX」のスピンオフ番組）へ濱口が出演。よゐことしては、2017年（平成29年）6月以降「よゐこの○○で○○生活」（テーマに応じ○○の中に文字が入る）と題した任天堂公式チャンネルでのネット番組に出演。
2019年、コンビとしての公式YouTubeチャンネル『よゐこチャンネル』を開設し、2024年（令和6年）まで運営していた。
2024年12月31日をもって濱口が松竹芸能の退社を発表。有野は松竹芸能に留まるため、互いに所属事務所が異なるコンビとなった。

## 人物
ともに嫌煙家・下戸である。濱口はほとんど酒が飲めない。『とぶくすり』出演時には濱口がビールを飲み泥酔する模様が放送された。『いきなり!黄金伝説。』における無人島生活では、飲酒するものの少量で即座に酔っ払っている。もともと下戸だった有野は、加藤浩次（極楽とんぼ）から飲み方を教わって、いきつけのバーで練習し、焼酎をきっかけに少しずつ飲めるようになった。現在は自宅でウイスキーやワインを嗜んでいるという。

## 芸風
シュールコントの元祖
コントを主体とする。デビュー当時、濱口の担当だったネタ作成はいつしか共作となり、のちに各々が作るかたちで落ち着き現在まで続いている。その内容は不条理や意味不明と形容され、シュールと称されることが多い。草創期からシュールなコントを売りとしたよゐこは、お笑いニューウェーブなどで”シュールコントの元祖”として紹介されていた。
ボケ・ツッコミの観念が無い
一般的なコントは、ボケとツッコミという構成が定式である。よゐこの場合、名義上ツッコミ担当である濱口が極度の“天然ボケ”であるため、「よゐこには、ボケ・ツッコミの観念が無い」との認識がなされ、それが独自の芸風となった。よゐこ自身は早い段階で「有野がボケ、濱口はそれに対する戸惑いでツッコミではない」としている。しかしテレビなどでのやりとりから「濱口がボケで有野がツッコミ」と認識する者も多い。これは後述する有野が進行役を担当することにも起因する（お笑いコンビが司会を務める際は大抵ツッコミが進行役を担う）。ちなみにシュールさを増大させる台詞の”棒読み”はあえて行っていたという徹底ぶり。しかし近年ではベタなパターンへ変更し、ネタに応じて主にボケを担当する方という決まりが無くなっている。
進行役は有野
かつてのよゐこは、業界の定石どおりツッコミである濱口が進行役を担っていた。しかし南原清隆（ウッチャンナンチャン）から「よゐこは有野が仕切をした方が良い」とアドバイスを受けたこと、また濱口の「天然ボケ」が広く認知され、近眼でカンペなどが読めないことから、有野が仕切るようになった。
その他
徐々にテレビへの露出が増え始めたころは不仲を売りにしていた。事あるごとに「コンビを解消してやる」と口争いしていたが、その後は『いきなり!黄金伝説。』などで顕著なように絆の深さを前面に出している。前述したピンによるテレビ出演の多さは「本当に不仲ではないか」という認識に拍車をかけたが、コンビでの出演機会もあり、趣味も共通していることから不仲ではない。
2000年（平成12年）ごろ、「よーいこ（よーいドンのポーズで）」「よいこのY！（両腕を斜め45°に挙げたYのポーズで）」「すべってごめんね」「はいはいはいはいすべりましたよ」というギャグを披露していた。これらは『ウッチャンナンチャンのウリナリ!!』内で目立つ活躍のなかったよゐこに対する南原の説教により生まれた。
かつては「気配を消す達人」と言われていた彼らだが、古田新太がメインパーソナリティを務める『MBSヤングタウン』（MBSラジオ）水曜日に出演して以降、現在までほぼ途切れることなく同局のラジオ番組へ出演し続けている（一時期はそれぞれ単独で出演）。
ウッチャンナンチャン・さまぁ〜ず・ネプチューン・出川哲朗・キャイ〜ン・TIMらと共にウンナンファミリーと呼ばれている。また、『アメトーーク!』（テレビ朝日）では「出川ファミリー」へ出演した。

## アニメ・ゲーム
ともにアニメ・ゲーム好きとして知られ、それに関わるテレビ・ラジオ番組へ数多く出演している。
- 最新アニメの人気ランキング番組などでも容易に適応でき、解説もこなせることから需要が高い。特に『ガンダムシリーズ』ファンであることは加藤浩次（極楽とんぼ）や土田晃之などと並び著名である。ほかにも『新世紀エヴァンゲリオン』『ドラゴンボールシリーズ』『キン肉マン』（特に濱口が好む）『賭博黙示録カイジシリーズ』など原作マンガを含め幅広い知識を有する。また独身時代の有野は多数のフィギュアを収集していた。
- かつてコントにおけるネタのテーマを、アニメに限定した単独ライブを行った。その翌年にはゲーム限定のネタによる単独コントライブを開催。
- 『よゐことくばん』ではリサイクルショップを巡って欲しい商品を自腹で購入する企画を行った。購入アイテムのほとんどがアニメのDVD-BOXおよび漫画である。なお、濱口は古着やディズニーグッズを購入することもあった。
- 『クマのプー太郎』や『クレヨンしんちゃん』などのアニメへ声優として出演している。両作の共演者である声優の矢島晶子についてエピソードを語ることも多い。
- 1999年（平成11年）12月25日、よゐこプロデュースによるGB・GBC用ソフト『おわらいよゐこのげえむ道〜オヤジ探して3丁目〜』（コナミ）が発売。「びっくりするほど売れなかった」とのこと（当時はゲーム好きと認識されていなかった）。シナリオやキャラクター原画は有野が担当。ストーリーは主人公「山田マサル」が失踪した父親を探すというもの。ミニゲームをプレイしながら進めるコンピュータRPG風の内容。
- その後、バンダイナムコゲームス（現:バンダイナムコエンターテインメント）からリリースされたニンテンドーDS用ソフト『ゲームセンターCX 有野の挑戦状』シリーズ（第1作は2007年11月15日発売）、『とったど〜 よゐこの無人島生活。』（2008年4月3日発売）などよゐこをメインキャラクターに据えたソフトが続けて販売され、好調な売上を記録した。
- モバゲーにて「よゐこの射的パズル」などのゲームプロデュースを担当した。
- 有野は『ゲームセンターCX』への出演によってゲーム好きのイメージが定着。レトロゲームばかりプレイする仕事の反動から実生活では最新ゲームに傾倒し、仕事の空き時間を利用し携帯ゲーム機をプレイするという。

その一方で、ともにスポーツへの関心は極めて低い。アニメ・ゲームに造詣が深いがスポーツものの知識は皆無である。濱口は仁志敏久（元プロ野球選手）と似ていることをネタにするものの、どんな選手なのかは認識していない。有野は『ゲームセンターCX』で挑戦したスポーツゲームにおいて、ADの指示に対して的外れな解釈で捉えていた。
2010年（平成22年）、『よゐこの企画案』（フジテレビONE）にて、円谷プロ協力のもと古代怪獣「ガンモナイドン」を製作。翌年のワンダーフェスティバルにて数量限定で販売された。同怪獣は、2011年1月20日発売のニンテンドーDSソフト『怪獣バスターズPOWERED』へも登場。

## 出演
よゐことしての出演番組を記載。個別での出演番組は濱口優、有野晋哉を参照。

### 現在の出演番組

#### テレビ
- よゐこらぼシリーズ（2014年12月21日 - ）、フジテレビONE） - 不定期
- ふるさと研究所 → 極上口福!Re:Re:レストラン（2022年4月28日 - 、ABCテレビ）放送後YouTubeにて配信
- 関西ジャニ博 → Aぇ!!!!!!ゐこ[5]（2021年4月17日 - 、MBS）
- よゐこ風呂 → よゐこ風呂 2022（2021年3月25日 - 5月13日（全3回）・2022年4月27日 - 9月5日　（全6回。以降リピート放送中） - 、フジテレビONE）

#### Web番組
- よゐこの○○で○○生活（2018年4月13日 - 、YouTube・Nintendo公式チャンネル）
- よゐこチャンネル（2019年5月27日 - 、YouTube）

### 過去の出演番組

#### バラエティ
- すとらびん式（1991年 - 1992年、関西テレビ）
  - ディープ・キッチュ（1992年、関西テレビ）
- 森脇健児の切磋たく丸!!（1992年 - 1994年、朝日放送）
- 走れ!GET（1995年10月 - 1996年3月、テレビ朝日）
- ウッチャンナンチャンのウリナリ!!（レギュラー:1996年 - 2001年5月、レギュラー降板後の2001年6月 - 2002年3月も不定期で出演、日本テレビ）
- ボキャブラ天国（フジテレビ）- キャッチコピー「燃えない闘魂」
- 森田一義アワー 笑っていいとも!（レギュラー：1995年10月 - 1997年3月、フジテレビ）- レギュラー降板後も「テレフォンショッキング」や、2010年11月18日は笑福亭鶴瓶の代理・2011年3月31日はコーナーにゲスト出演など不定期で出演。
  - 笑っていいとも!増刊号（1995年 - 1997年）
- おはスタ（テレビ東京）
- ラスタとんねるず（フジテレビ）
- レボリューションNo.8（フジテレビ）
- とぶくすり → とぶくすりZ（フジテレビ）
- スマートモンスターズ（テレビ朝日）
- 超次元タイムボンバー（1996年 - 1997年、テレビ朝日）
- めちゃ2イケてるッ!（1996年10月 - 2018年3月、フジテレビ）
- UN FACTORY カボスケ（フジテレビ）
- てんこもり（テレビ朝日）
- 前略ヒロミ様（フジテレビ）
- 怒涛のくるくるシアター（読売テレビ）- 「リハビリシアター」に出演。
- よゐこのわるぢえ（TBS）
- よるこ（2001年4月19日 - 9月27日、毎日放送）
- むちのち!（MBS）
- いきなり!黄金伝説。（テレビ朝日）
- よゐこの無人島0円生活（2006年12月28日 - 2018年12月31日、テレビ朝日）- 『いきなり!黄金伝説。』のスピンオフ番組
- とんねるずのみなさんのおかげでした（フジテレビ）- 「新・食わず嫌い王決定戦」「男気ジャンケンシリーズ」など出演。
- 虎の門（テレビ朝日）
- よゐこのKIDSぱらだいす!（2006年 - 2013年3月、キッズステーション）
- よゐこのワケアリ（2007年10月16日 - 2008年3月18日、毎日放送）
  - よゐこ部（2008年4月8日 - 2010年12月21日、毎日放送）
- よゐこの企画案（2007年8月24日・2008年4月19日・2010年4月19日 - 2012年2月17日、フジテレビONE）月1回放送。
  - よゐことくばん（2012年5月13日 - 2014年3月22日、フジテレビONE・フジテレビNEXT）隔月1回放送。
  - よゐこLOVE 〜『大人な趣味』を愛する為に勉強していく〜（フジテレビONE）
- 帰れまサンデー（2016年10月2日 - 2017年4月2日、テレビ朝日）※週替わり
- よゐこのお夜食の時間ですよ（2019年9月3日 - 10月22日、テレビ大阪）[6]
- 今日ドキッ!（北海道放送） - 木曜隔週レギュラー

特別番組
- お年玉スペシャル 笑う正月!ハッスルかましてよかですか!?（1994年1月1日、フジテレビ）
- 笑っていいとも!特大号（1995年12月25日・1996年12月25日）
  - 笑っていいとも! グランドフィナーレ 感謝の超特大号（2014年3月31日）- 歴代レギュラーとして出演。
- FNS27時間テレビ（フジテレビ）- いずれもめちゃイケメンバーとして出演。
  - FNS27時間テレビ めちゃ2オキてるッ! 楽しくなければテレビじゃないじゃ〜ん!!（2004年7月24日・25日）
  - FNS27時間テレビ めちゃ2デジッてるッ! 笑顔になれなきゃテレビじゃないじゃ〜ん!!（2011年7月23日・24日）
  - FNS27時間テレビ めちゃ2ピンチってるッ! 1億2500万人の本気になれなきゃテレビじゃないじゃ〜ん!!（2015年7月25日・26日）
- 関根&優香の笑うシリーズ（2004年 - 2014年、テレビ朝日）- 『〜お正月』には毎年欠かさず出演。
- ドスペ2 ボロキャス（テレビ朝日）
  - バカなオトナ必見のニュース!ボロキャス（2005年8月13日）
  - バカなオトナ必見のニュース〜ボロキャス（2005年12月24日）
  - よゐこのボロキャス（2006年10月21日）
- 旭山動物園日記（北海道テレビ放送）
  - よゐこ&スザンヌの旭山動物園日記2010（2010年1月17日）
  - よゐこの旭山動物園日記 2011（2011年2月13日）
  - よゐこ&鈴木福くんの旭山動物園日記2012（2012年2月26日）
  - 旭山動物園2013よゐこ&鈴木福くんのどうぶつ調査隊が行く!（2013年1月20日）
- 年越し生放送! よゐこ祭り（2010年12月31日-2011年1月1日、フジテレビTWO）
- カキューン!! よゐドル〜真剣アイドル、これが私の生きる道〜（2012年1月26日、関西テレビ）
- 土曜スペシャル よゐこのシェアサイクル乗り継ぎ旅（2020年2月15日、テレビ東京）[7]
- 土曜スペシャル よゐこのすごろく旅 めざせ石廊崎!春の伊豆半島縦断（2019年3月2日、テレビ東京）
  - 水バラ よゐこのすごろく旅〜春の鎌倉&湘南ぐるり!2時間半SP〜（2020年4月22日、テレビ東京）

#### 音楽番組
- 第49回NHK紅白歌合戦（1998年12月31日、NHK）- ポケットビスケッツ&ブラックビスケッツ スペシャルバンド（紅組）で出演。歌唱中は応援団（バックメンバー）として、ポケットビスケッツ&ブラックビスケッツと共演。本番では「クボジュン命」と書かれた扇子が開かず手こずっていた南原に代わり、有野が手動で扇子を開いた。

#### テレビドラマ
- SMART MONSTERS（テレビ朝日）※よゐこ初の主演ドラマ。

#### テレビアニメ
- クマのプー太郎（1995年 - 1996年、フジテレビ）※前半のみ、双子の兄弟役。
- 天才? Dr.ハマックス（2007年10月6日 - 12月22日、ファミリー劇場）※2人とも声優としても出演。
- クレヨンしんちゃんスペシャル（2006年4月14日・8月11日、テレビ朝日系列）- ショックちゃん/ガーン君 役[8]、よゐこ（本人） 役[9]
- ドラえもん（2013年8月30日「のび太の夏祭り大作戦!」、テレビ朝日系列）- よゐこ（本人） 役[10]
- トミカ絆合体 アースグランナー（2020年12月6日、テレビ大阪・テレビ東京系列）- マッハ ゴウのファン 役、ポリス 役

#### ラジオ
- MBSヤングタウン（MBSラジオ）
- オレたちやってま〜す（MBSラジオ）
- ゴチャ・まぜっ!火曜日（MBSラジオ）
  - もっともゴチャ・まぜっ!
  - ゴチャ・まぜっ!金スペ
  - オレたちゴチャ・まぜっ!
- アッパレやってまーす!（MBSラジオ）
- よゐこのおもしろ革命ィ〜ッ!委員会（文化放送）
- よゐこのオールナイトニッポン ゲームナイトニッポンスペシャル（ニッポン放送）
  - 週刊ファミ通 1000号突破記念 よゐこのオールナイトニッポン ゲームナイトニッポンスペシャル（2008年2月1日）
  - 週刊ファミ通 東京ゲームショウ開幕記念 よゐこのオールナイトニッポン ゲームナイトニッポンスペシャル（2008年10月10日）
- よゐこのアキパラ（ラジオ日本）
- はたらくよゐこ（RKBラジオ）
- よゐこと麻衣子のおたっくすくらぶ・チベそろ（チベットそろばん塾）（TOKYO FM）
- おしゃべりやってまーす火曜日（K'z Station）

#### Web番組
- 内村写真部（BeeTV）
- よゐこのマイクラでサバイバル生活（2017年6月7日 - 8月31日・10月11日 - 12月28日、YouTube・Nintendo公式チャンネル）
  - よゐこのマイクラでサバイバル生活（2017年6月7日 - 8月31日、全12回）
  - よゐこのマイクラでサバイバル生活 シーズン2 〜まだ見ぬ大地を求めて〜（2017年10月11日 - 12月28日、全13回）
  - よゐこの○○で○○生活（2019年4月 - 、YouTube・Nintendo公式チャンネル）

### 映画
- ナトゥ 踊る!ニンジャ伝説（2000年12月23日、日本ヘラルド映画）- ウリナリオールスターズ
- 釣りバカ日誌14 お遍路大パニック!（2003年9月20日、松竹）- 海老名 役（濱口） / バーテン 役（有野）
- 劇場版 七つの大罪 天空の囚われ人（2018年8月18日、東映）※声の出演。同映画の応援隊長も務める。
- 事故物件 恐い間取り（2020年8月28日、松竹）- 有名タレント 役（友情出演）

### ゲーム
- クレヨンしんちゃん 伝説を呼ぶ オマケの都ショックガーン!（本人の声で登場）
- とったど〜 よゐこの無人島生活。（本人の声あり）

### CM
- 味覚糖 シゲキックス（1993年）※アニメーションCMのため声のみでの出演。
- コニカ 撮りっきりコニカもっとmini（1995年）
- グリコ アイス屋繁盛記シリーズ
- 矢井田瞳 Single collection（2004年）
- モバゲータウン（2007年）
- 任天堂 すれちがいMii広場（2013年）

## 連載
- よゐこの名作文學（2005年4月 - 2006年3月、小学六年生、小学館）
- よゐこのギョーカイ王（キング）（2005年5月 - 9月、小学三年生、小学館）
- よゐこのよい子の作り方っ!!（2005年11月 - 2006年3月、小学三年生、小学館）
- よゐこのクイズアドベンチャー（2006年4月 - 、小学一年生、小学館） - 漫画：嵩瀬ひろし
- よゐことよいこのせいぎのみかた!（2006年4月 - 、小学三年生、小学館）
- それゐけ!アリ☆ハマ!!（2006年4月 - 、小学六年生、小学館）- 原作：よゐこ、漫画：いかりん

## 書籍
- よゐこのこたえ - こどもたちの相談にのります（2006年3月1日、竹書房）ISBN 978-4-812-42540-4
- よゐこの芸能日記（2007年2月、学研 BOMB特別編集）ISBN 978-4-054-03324-5
- ぼくらのせかゐ（2007年10月4日、小学館）ISBN 978-4-093-86198-4